# أبرشية الرومان الكاثوليك في مانوكواري سورون
أبرشية الرومان الكاثوليك في مانوكواري سورون (بالإنجليزية: Roman Catholic Diocese of Manokwari–Sorong)‏ هي أبرشية تقع في إندونيسيا في .[بحاجة لمصدر] يقدر عدد سكانها بـ 556,583 نسمة .